# Tavernes Blanques
Tavernes Blanques – gmina w Hiszpanii, w prowincji Walencja, we wspólnocie autonomicznej Walencja, o powierzchni 0,74 km². W 2011 roku liczyła 9335 mieszkańców.